# Roberto Marelli
Roberto Marelli (Milano, 2 febbraio 1937) è un attore, scrittore e conduttore televisivo italiano.

## Biografia
Nato a Milano, figlio di una casalinga e di un pittore, grafico e cartellonista pubblicitario, è cresciuto nel quartiere Ticinese. Diplomato nel 1961 all'Acting Studio diretto da Arardo Spreti, ha lavorato per il teatro, la televisione e il cinema, come attore, autore e conduttore radiofonico e televisivo. 
Tra le collaborazioni illustri: Giorgio Strehler ne El nost Milan al Piccolo Teatro, Giuseppe Patroni Griffi, Peppino De Filippo, Filippo Crivelli, Pasquale Festa Campanile, Alessandro Blasetti, Valerio Zurlini, Florestano Vancini, Nino Besozzi e Tino Scotti. Primattore e autore nella Compagnia Milanese del Teatro Gerolamo diretta da Carletto Colombo.
Tra i suoi film come interprete: Così è la vita (1998), I mitici - Colpo gobbo a Milano (1994), Tentazioni Metropolitane (1997), Portagli i miei saluti... avanzi di galera (1993), Bingo Bongo (1983), Il delitto Matteotti (1973), Equinozio (1971), La mano sul fucile (1963).
Alla Rai è stato autore e conduttore del programma radiofonico Lunario Lombardo. Sui canali Mediaset, dopo aver lavorato al MegaSalviShow, dove gli viene affidato il personaggio di Notburgo, e a W le donne con Amanda Lear, partecipa regolarmente alla sitcom Casa Vianello in cui interpreta Arturo, un impenitente celibe che aiuta l'amico Raimondo Vianello. 
In questo intenso periodo artistico, ha lavorato anche come attore nella miniserie televisiva Vita coi figli di Dino Risi e come conduttore televisivo del programma Storie di Lombardia sull'emittente locale milanese Telenova.
Come giornalista-pubblicista, ha al suo attivo numerose pubblicazioni; tra le ultime:  Al temp che Berta filava (Edizioni Selecta, 2015), Quanta sapienza i noster vècc (Meravigli edizioni, 2018) e Porta Romana bella (Graphot Editrice, 2022).
Ha impersonato per tre edizioni il Meneghino nel Carnevale Ambrosiano.
Tra i vari riconoscimenti, gli sono stati conferiti, dal Comune di Milano l'Attestato di Benemerenza Civica (1988) e l'Ambrogino d’oro (1989), dalla Provincia di Milano ha ricevuto il Premio Isimbardi (2012). Il 2 giugno 2017, su proposta del Presidente del Consiglio dei Ministri, è stato insignito della distinzione onorifica di Cavaliere Ordine al merito della Repubblica italiana.

## Filmografia parziale

### Cinema
- La mano sul fucile (1962)
- L'assassino si chiama Pompeo (1962)
- La ragazza del bersagliere (1966)
- Per amore... per magia... (1967)
- Equinozio (1971)
- Il delitto Matteotti (1973)
- Le impiegate stradali (1976)
- Bingo Bongo (1982)
- Vogliamoci troppo bene (1989)
- Clandestini nella città (1992)
- Tentazioni metropolitane (1993)
- I mitici - Colpo gobbo a Milano (1994)
- Così è la vita (1998)

### Televisione

Roberto Marelli ha impersonato Arturo in Casa Vianello (1990)

- Il triangolo rosso (1967-1969) regia di Paolo Lena - Serie TV
- Non cantare, spara (1968) Commedia musicale
- È stata una bellissima partita (1972) Mini Serie TV
- Qui squadra mobile (1973) Mini Serie TV
- Epistolari celebri (1983)
- Tutto Tino Scotti (1984)
- Atelier (1987) Mini Serie TV
- Cristina_(serie_televisiva) (Personaggio: Direttore Laboratorio)
  - A lingua sciolta (1989)
  - Che strani amici! (1989)
  - Caccia al ladro (1989)
  - Lirica che passione! (1989)
  - L'invenzione del secolo (1989)
  - Sorpresa a cena (1989)
  - Nobiltà (1989)
- MegaSalviShow (1989)
- W le donne (programma televisivo)  (1989)
- Vita coi figli, regia di Dino Risi (1991) Mini Serie TV

- Casa Vianello (1990-2003) Situation Comedy (Personaggio: Arturo)
  - L'indagine (2003)
  - L'ultimo desiderio (2001)
  - Il biliardo (2001)
  - Il calendario (2001)
  - Caccia all'ufo (2000)
  - Il pelide d'Achille (2000)
  - Tutto a metà prezzo (2000)
  - Il divorzio (1999)
  - Scoop (1999)
  - Il cuore è uno zingaro (1998)
  - Impara l'arte (1998)
  - Nostalghia (1998)
  - Il gioco (1998)
  - Doppia personalità (1998)
  - Il grande sonno (1994)
  - L'innocente (1994)
  - Novità all'attico (1993)
  - Il sospetto (1993)
  - La scappatella (1993)
  - Imputato, alzatevi! (1993)
  - Il compleanno (1993)
  - Medicina letale (1993)
  - La ragazza che venne dal freddo (1993)
  - L'aragosta (1992)
  - La segretaria galante (1991)
  - Il sosia (1991)
  - Week End (1991)
  - Promessi sposi (1990)
  - Il segno di zorro (1990)
  - La rapina (1990)
  - Ricordo di Londra (1990)
  - Siamo seri (1990)
- Via Verdi, 49 (2006-2007) - Serie TV

### Pubblicità
- nel 1990 con Beppe Grillo "YOMO, Felice di piacervi";
- nel 2005 spot per il Ministero della Salute.

## Trasmissioni televisive e radiofoniche
- La vosetta del Lunari e Bel paese è Lombardia (dal 1976 al 1993) Novaradio
- Lunario Lombardo (1981-1984) Rai Radio Due
- Roberto Marelli in Milanes
- Capodanno Telenova (1996) Telenova
- Storie di Lombardia (1989, poi dal 1994 al 2004) Telenova
- Cantem insemma (2012-2013) - Comune di Lissone - Concorso di canzoni dialettali lombarde

## Libri
- La vosetta del Lunari (1999)
- Bel paese è Lombardia (2004)
- La sapienza di noster vècc (2004)
- Teatro Dialettale Milanese (2006) Mario Pria/Roberto Marelli - Edizione "il diciotto"
- Al temp che Berta filava (2007)
- Taccoin per l'ann (2010) Roberto Marelli/Gianni Rizzoni - Metamorfosi Editore
- Porta Ticinese, oh cara (2011) - Graphot Editrice
- Taccoin per l'ann (2012) Roberto Marelli/Gianni Rizzoni - Metamorfosi Editore
- La Milan del Missée Romeo (2013) - Edizione Greco e Greco
- La Riva, il Borgo e la Baia del Re (2014) - Graphot Editrice
- Al temp che Berta filava (2015) - Edizioni Selecta
- Milanin Milanon (2017) - Edizioni Selecta
- Quanta sapienza i noster vècc (2018) - Meravigli edizioni
- Porta Romana bella (2021) - Graphot Editrice

## Riconoscimenti

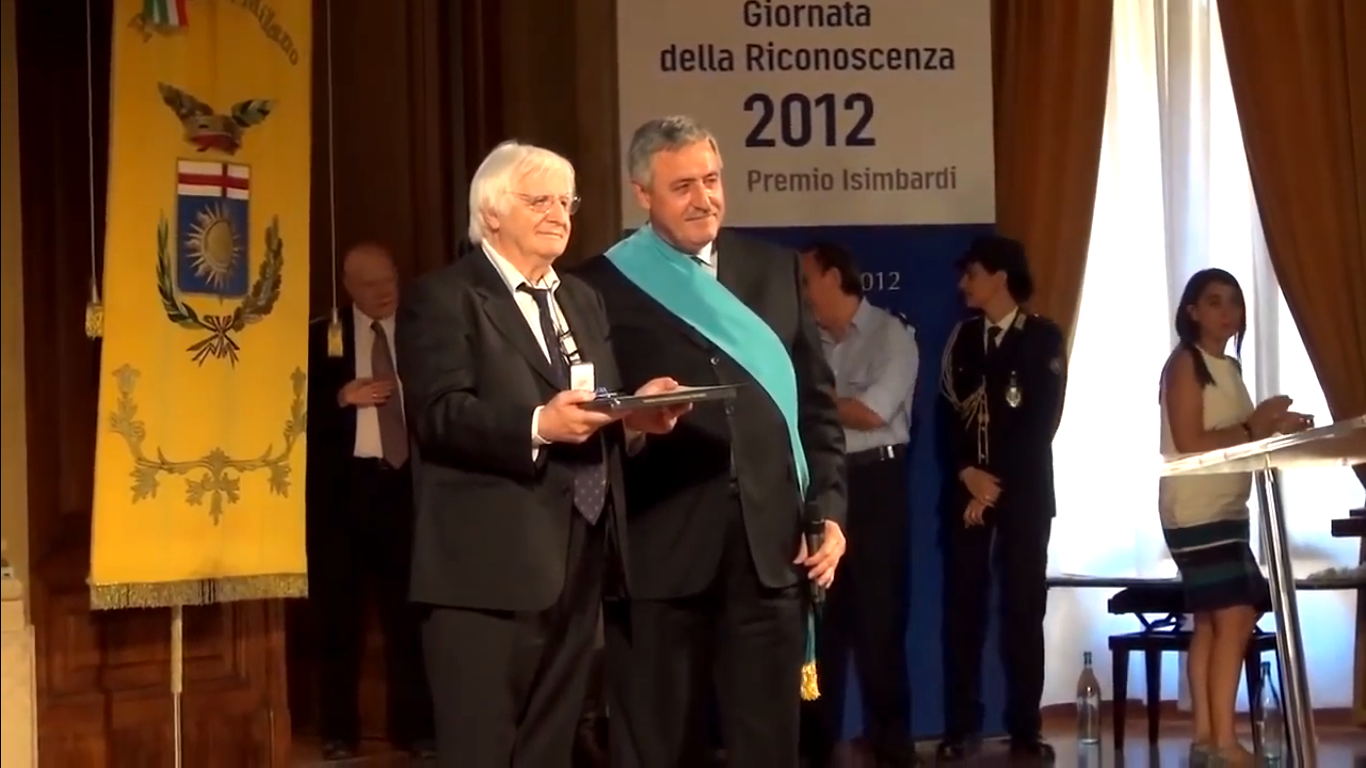
Palazzo Isimbardi (MI) - 15 giugno 2012

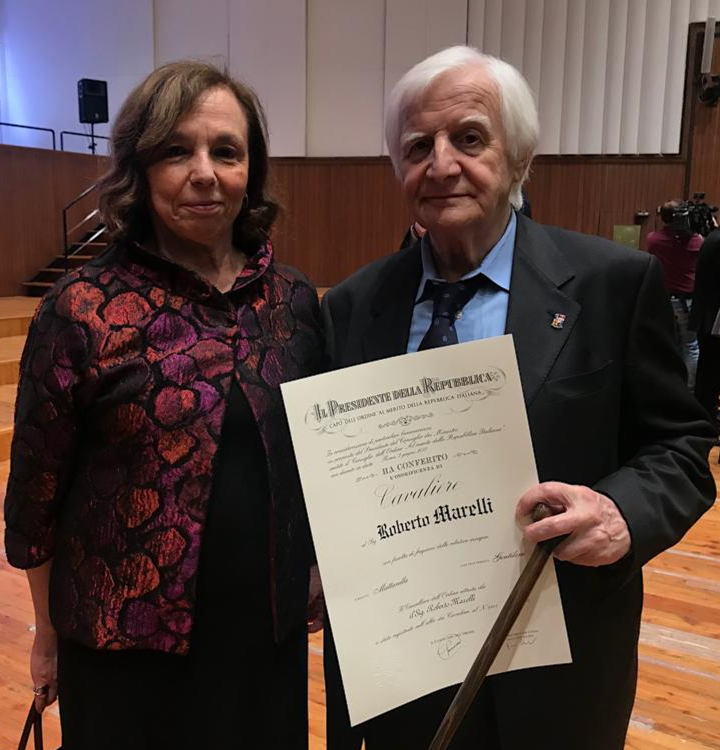
Roberto Marelli nominato Cavaliere della Repubblica con il Prefetto di Milano Luciana Lamorgese (2017)

- Attestato di Benemerenza Civica (1988) - Comune di Milano
- Ambrogino d’oro (1989) – Comune di Milano: "Riconoscimento per la sua personale ricerca sulla cultura e le tradizioni lombarde”
- Premio Isimbardi (2012) – Provincia di Milano
- Premio Alma Brioschi (2016) – Circolo filologico milanese: "Riconoscimento per la sua carriera di attore, che lo ha visto collaborare con personalità del teatro quali Giorgio Strehler, Peppino De Filippo e Giuseppe Patroni Griffi"